# Expo 2020
L'Expo 2020 (ufficialmente Expo 2020 Dubai, United Arab Emirates; in arabo: إكسبو 2020 دبي، الإمارات العربية المتحدة) è stata un'esposizione universale.
Assegnata a Dubai, avrebbe dovuto svolgersi tra il 20 ottobre 2020 e il 10 aprile 2021, ma, a causa dello scoppio della pandemia di COVID-19, l'evento è stato posticipato di un anno e ha avuto luogo tra il 1º ottobre 2021 e il 31 marzo 2022, con un flusso stimato di 25 milioni di visitatori.
Il tema scelto per l'Esposizione fu Connecting Minds, Creating the Future (collegare le menti, creare il futuro), strettamente connesso al nome arabo della città, al-Waṣl (in arabo ﺍﻟﻮﺻﻞ), che significa "il collegamento". L'Esposizione è coincisa con il 50º anniversario dalla fondazione degli Emirati Arabi Uniti, il Golden Jubilee dello Stato.

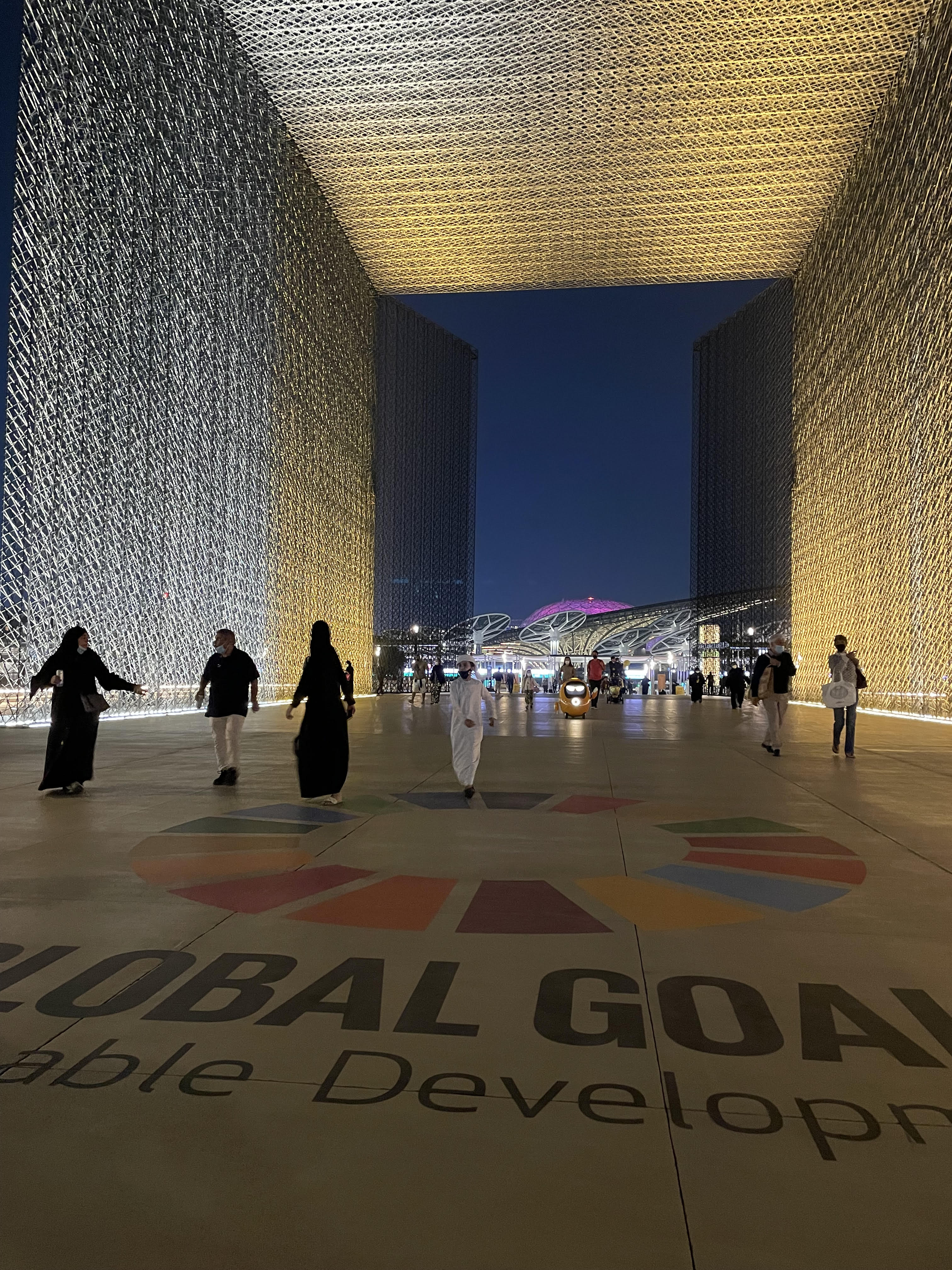
L'entrata di Expo 2020 Dubai

Il sito di Expo Dubai al termine dell'evento è stato rinominato Expo City Dubai, diventando un quartiere di interesse con molte aree adibite a eventi e iniziative e con alcuni vecchi padiglioni ancora accessibili.

## Sito
Il sito dove si è svolta la manifestazione è un nuovo quartiere fieristico (denominato Dubai Trade Center – Jebel ʿAlī) di 438 ettari posto nel quadrante sudovest di Dubai e adiacenti al nuovo Aeroporto Internazionale Āl Maktūm. L'area è posta a circa metà strada tra Dubai e Abu Dhabi e di questa solo una porzione di massimo 150 ettari è stata utilizzata per il recinto espositivo.
Il centro del sito è la piazza Al Wasl, denominata con l'antico nome di Dubai, il cui significato è "la connessione". Da essa si dipanavano, come tre grandi petali, le tre aree tematiche della manifestazione: Opportunità, Sostenibilità e Mobilità. Ognuna di esse ospitava padiglioni tematici nelle fattezze di tradizionali souk arabi e un'area Best Practice per ognuno dei singoli temi. Tra i petali sorgevano tre tra le più importanti strutture dell'esposizione: il Padiglione di Benvenuto, il Padiglione dell'Innovazione e il Padiglione UAE. All'esterno dei tre petali sorgevano i padiglioni nazionali, come da tradizione delle Expo.
Tutti i viali attorno alle aree tematiche e la stessa piazza centrale furono ricoperti di tende ricoperte da materiale fotovoltaico che generò il 50% dell'energia richiesta dall'intero sito espositivo. Le grandi tende furono inoltre utilizzate durante la notte per proiezioni digitali.

I trasporti all'interno del sito sono stati garantiti da una cabinovia. Per l'accesso al sito sono stati messi a disposizione 750 bus a emissioni zero chiamati Expo Riders; è stata inoltre costruita un'apposita stazione della metropolitana di Dubai.

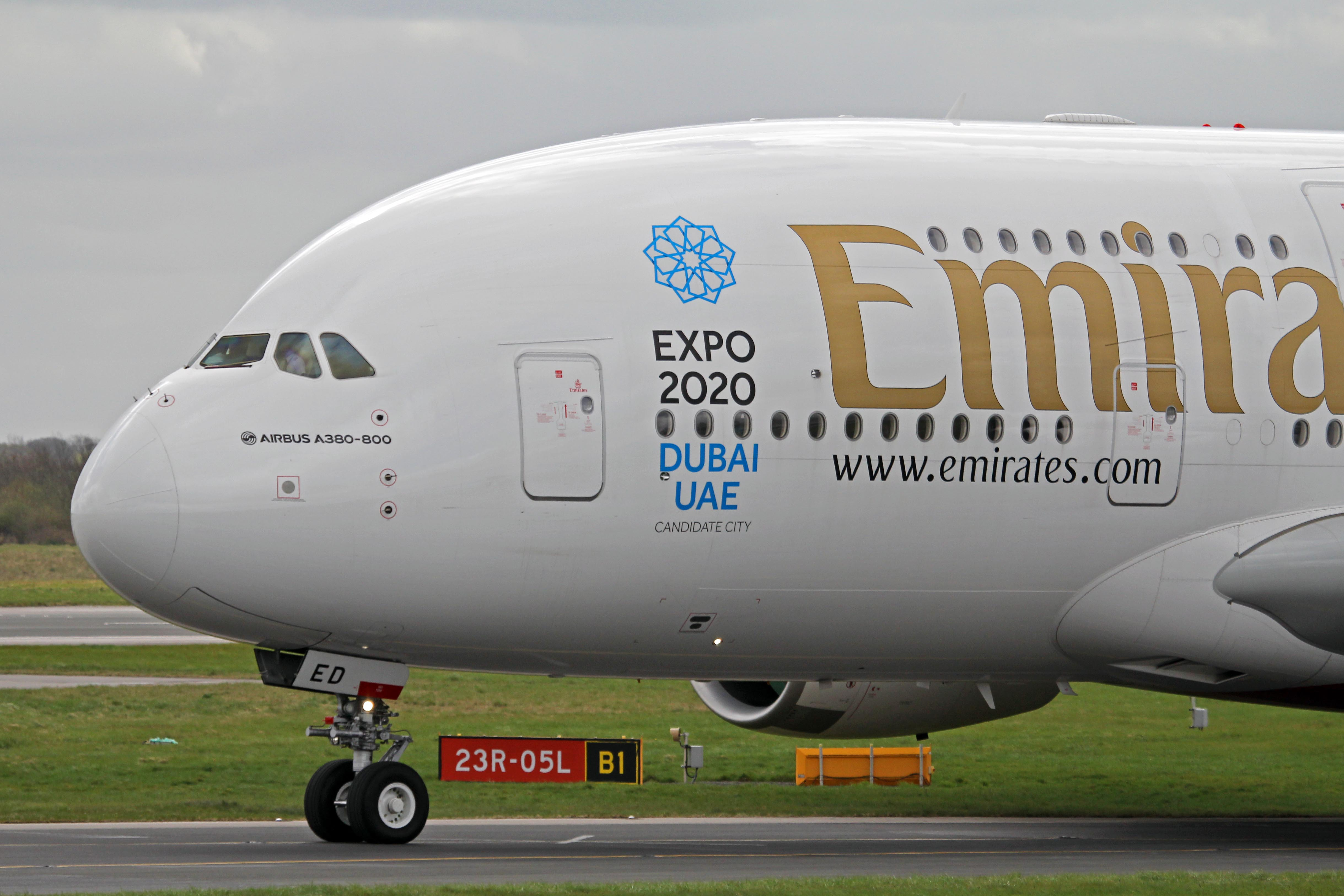
Il logo di candidatura di Expo 2020 su un Airbus A380 della Emirates

## Selezione della città organizzatrice
| Votazione per Expo 2020 | Votazione per Expo 2020 | Votazione per Expo 2020 | Votazione per Expo 2020 | Votazione per Expo 2020 |
| Città                   | Paese                   | 1ª votazione            | 2ª votazione            | 3ª votazione            |
| ----------------------- | ----------------------- | ----------------------- | ----------------------- | ----------------------- |
| Dubai                   | Emirati Arabi Uniti     | 77                      | 87                      | 116                     |
| Ekaterinburg            | Russia                  | 39                      | 41                      | 47                      |
| Smirne                  | Turchia                 | 33                      | 36                      | -                       |
| San Paolo               | Brasile                 | 13                      | -                       | -                       |
| Astenuti                | Astenuti                | 1                       | 1                       | 1                       |

La votazione che ha decretato la città organizzatrice di Expo 2020 è avvenuta il 27 novembre 2013 durante la 154ª Assemblea Generale del BIE.
Sono state candidate all'organizzazione dell'evento le seguenti città:
- Smirne, Turchia

Dopo la sconfitta contro Milano per l'organizzazione di Expo 2015, la città turca si ripresenta con il medesimo tema New Routes to a Better World / Health for All (Nuove rotte verso un mondo migliore / Salute per tutti) e proponendo l'organizzazione dal 30 aprile al 31 ottobre. Il sito prescelto è lo stesso della proposta per Expo 2015, ovvero l'area di İnciraltı. Gli organizzatori prevedono 30 milioni di visitatori e un sito da 205 ettari che sarebbe riconvertito dopo la manifestazione in campus, università e centri di ricerca, creando così un hub mediterraneo sulla ricerca medica.
- San Paolo, Brasile[5]

Il 28 ottobre 2011 anche la città brasiliana si candida ad ospitare l'esposizione del 2020 con il tema The Power of Diversity, Harmony for Growth (La potenza della diversità, armonia per la crescita), proponendo la manifestazione dal 15 maggio al 14 novembre. Il sito prescelto è quello del nuovo Pirituba Convention and Exhibition Centre situato nel quadrante nord-ovest della città, per un totale di 5 milioni di metri quadri che si stima debba ospitare 30 milioni di visitatori.

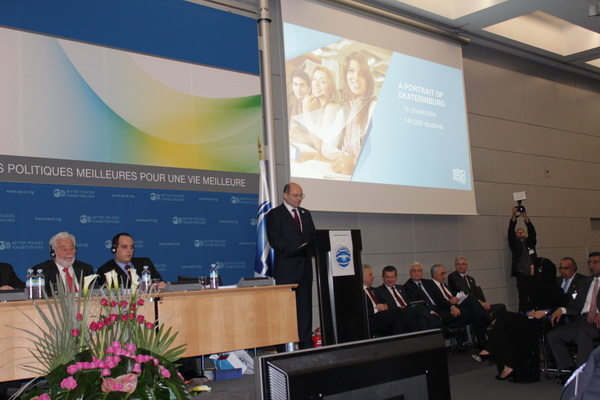
presentazione della città di Ekaterinburg (Russia) per l'expo del 2020 al BIE

- presentazione della città di Ekaterinburg (Russia) per l'expo del 2020 al BIEEkaterinburg, Russia[6]

La Federazione Russa ha candidato la quarta città del Paese per popolazione il 28 ottobre 2011, proponendo le date tra il 1º maggio e il 31 ottobre e il tema The Global Mind (La mente globale), tramite il quale affrontare il tema della globalizzazione sostenibile. I sostenitori della candidatura prevedono 12 milioni di visitatori su un sito da 500 ettari, 180 dei quali formerebbero il recinto dell'esposizione. L'area si trova a circa 5 chilometri dalla città, sulle sponde dello stagno Verkh-Isetsky, in una zona interessata da un grande piano di sviluppo urbano.
La prima candidatura è stata inviata al BIE il 2 maggio 2011 e quindi gli altri Stati membri che volessero presentare candidatura ebbero tempo fino al 2 novembre 2011 per presentare candidature alternative.
La candidatura di Ayutthaya in Thailandia è stata respinta durante la 153ª Assemblea Generale del BIE tenutasi l'11 e 12 giugno 2013, a causa della mancanza di un chiaro appoggio del governo centrale.
Il tema scelto dalla città thailandese era Balanced Life, Sustainable Living (Vita equilibrata, Vivere sostenibile). Le date prescelte per l'Esposizione sarebbero state dal 15 gennaio al 15 giugno.

## Partecipazione italiana
Il contratto di partecipazione dell'Italia è stato firmato il 20 gennaio 2018 ad Abu Dhabi dal ministro degli esteri Angelino Alfano durante la sua visita negli Emirati Arabi Uniti. Paolo Glisenti è stato nominato  Commissario Generale di Sezione dell’Italia.
Il 25 gennaio 2018 presso il Ministero degli Affari Esteri si è tenuta la presentazione della partecipazione dell'Italia a Expo 2020, il Ministro Angelino Alfano ha dichiarato "L'Italia è stato il primo paese del G7 a confermare la partecipazione alla manifestazione. Quella di Dubai sarà la prima esposizione universale organizzata in un paese arabo. Ci sono grandi opportunità per il nostro Sistema Paese. Partiamo già con un avviamento molto significativo. Sono il primo mercato per le nostre esportazioni in Medio Oriente. Abbiamo una straordinaria potenzialità sull'innovazione e sulla ricerca, che si potrà sviluppare in quel contesto." Il claim della partecipazione italiana a Expo 2020 Dubai è stato "La Bellezza unisce le Persone".